# Pawlo Klimkin

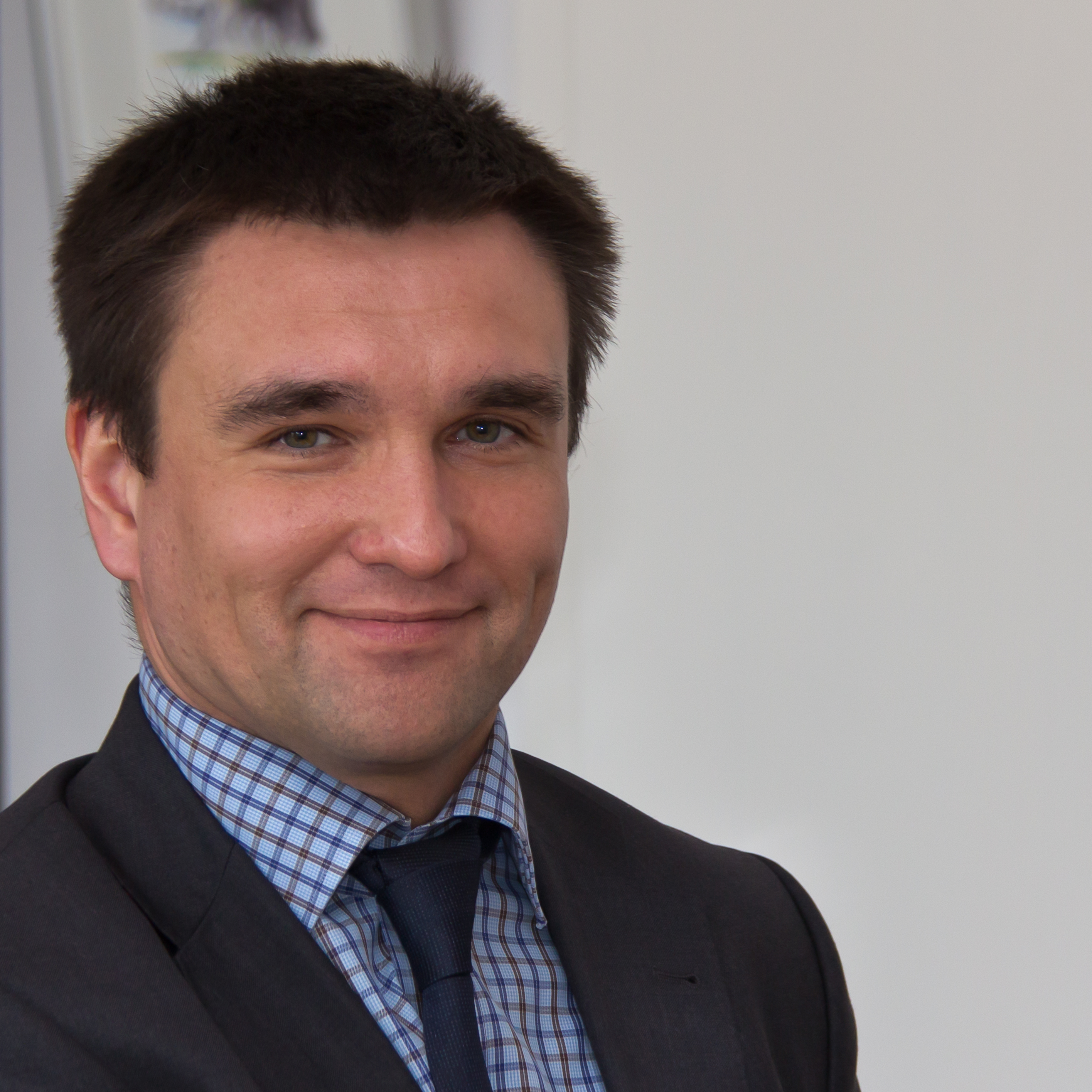
Pawlo Klimkin (2013)

Pawlo Anatolijowytsch Klimkin (ukrainisch Павло Анатолійович Клімкін, wiss. Transliteration Pavlo Anatolijovyč Klimkin; * 25. Dezember 1967 in Kursk, Russische SFSR, Sowjetunion) ist ein ukrainischer Diplomat und Politiker. Vom 19. Juni 2014 an war er im zweiten Kabinett Jazenjuk sowie im Kabinett Hrojsman Außenminister der Ukraine.
Im Zusammenhang mit der Amtseinführung des neuen ukrainischen Präsidenten Wolodymyr Selenskyj trat er im Mai 2019 zurück.

## Leben
Klimkin studierte am Moskauer Institut für Physik und Technologie mit der Fachrichtung Aerophysik und Weltraumforschung und schloss es 1991 mit dem Diplom in Physik und Angewandter Mathematik ab. In Folge war er bis 1993 als wissenschaftlicher Mitarbeiter am Paton-Institut für Elektroschweißen an der Nationalen Akademie der Wissenschaften der Ukraine tätig.
Seine diplomatische Laufbahn begann Klimkin 1993 bis 1996 in der Abteilung für Rüstungskontrolle und Abrüstung im ukrainischen Außenministerium. Von 1997 bis 2000 war er als Sekretär des Botschafters der Ukraine in Deutschland mit wissenschaftlich-technischen sowie politischen Themen betraut.
Nach weiteren Tätigkeiten am Außenministerium in Kiew, wo er seit 2000 unter anderem mit Sicherheit der Kernenergie und europäischer Integration beschäftigt war, wechselte Klimkin 2004 als Botschaftsrat und stellvertretender Botschafter an die ukrainische Botschaft im Vereinigten Königreich.
Danach leitete er die EU-Abteilung am Außenministerium der Ukraine. Von April 2011 bis Juni 2012 war er stellvertretender Außenminister der Ukraine. Ab Juni 2012 war er der Botschafter der Ukraine in der Bundesrepublik Deutschland, bis er am 19. Juni 2014 neuer Außenminister seines Landes wurde.
Kurz vor der Inauguration des neuen ukrainischen Präsidenten Wolodymyr Selenskyj reichte Klimkin am 17. Mai 2019 seinen Rücktritt ein. Die von Selenskyj eingereichte Abstimmung über den Rücktritt im Parlament fand am 6. Juni jedoch nicht die erforderliche Mehrheit. Am 11. Juni reichte Selenskyj einen neuen Versuch ein, diesmal mit der Resolution, Wadym Prystajko zum neuen Außenminister zu ernennen.
Klimkin ist verheiratet und hat zwei Söhne.